# Ptyngidricerus sendanensis
Ptyngidricerus sendanensis là một loài côn trùng trong họ Ascalaphidae thuộc bộ Neuroptera. Loài này được Abrahám & Mészáros miêu tả năm 2002.